# Prix Massry
Le Prix Massry est un prix scientifique américain décerné chaque année par la Fondation Meira et Shaul Massry. Le prix est doté, à partir de 2017, de 200 000 dollars américains et a pour objectif de promouvoir la recherche biomédicale dans les domaines de la néphrologie, de la physiologie et des domaines connexes.
La fondation a été créée en 1996 par le néphrologue Shaul Massry (né le 30 novembre 1930, et mort le 11 avril 2023), titulaire de la chaire de médecine Bernard J. Hanley à l'université de Californie du Sud.
Plusieurs lauréats (en octobre 2023 on en compte 22 sur 51) ont également remporté par la suite un prix Nobel.

## Lauréats
Les dates des lauréats du prix Nobel entre parenthèses.
- 1996 : Michael Berridge
- 1997 : Mark Ptachné
- 1998 : Juda Folkman
- 1999 : Günter Blobel (prix Nobel de médecine 1999)
- 2000 : Leland H. Hartwell (prix Nobel de médecine 2001)
- 2001 : Avram Hershko (prix Nobel de chimie 2001), Alexander Varshavsky
- 2002 : Oliver Smithies (prix Nobel de médecine 2007), Mario Capecchi (prix Nobel de médecine 2007)
- 2003 : Charles David Allis, Roger D. Kornberg (prix Nobel de chimie 2006), Michael Grunstein
- 2004 : Ada Yonath (prix Nobel de chimie 2009), Harry Noller
- 2005 : Craig Mello (prix Nobel de médecine 2006), Andrew Z. Fire (prix Nobel de médecine 2006), David Baulcombe
- 2006 : Akira Endo
- 2007 : Michael E. Phelps
- 2008 : Shin'ya Yamanaka (prix Nobel de médecine 2012), James Thomson, Rudolf Jaenisch
- 2009 : Victor Ambros, Gary Ruvkun
- 2010 : James Rothman (prix Nobel de médecine 2013), Randy Schekman (prix Nobel de médecine 2013)
- 2011 : Franz-Ulrich Hartl, Arthur Horwich
- 2012 : Jeffrey C. Hall (prix Nobel de médecine 2017), Michael Rosbash (prix Nobel de médecine 2017), Michael W. Young (prix Nobel de médecine 2017)
- 2013 : Michael Sheetz, James A. Spudich, Ronald D. Vale
- 2014 : Steven Rosenberg, Zelig Eshhar, James P. Allison (prix Nobel de médecine 2018)
- 2015 : Philippe Horvath, Jennifer Doudna (prix Nobel de chimie 2020), Emmanuelle Charpentier (prix Nobel de chimie 2020)
- 2016 : Gero Miesenböck, Peter Hegemann, Karl Deisseroth
- 2017 : Rob Knight, Jeffrey I. Gordon, Norman R. Pace
- 2018 : Gregg Semenza (prix Nobel de médecine 2019), William Kaelin (prix Nobel de médecine 2019), Peter Ratcliffe (prix Nobel de médecine 2019)
- 2019 : Stanley T. Crooke, Ryszard Kole
- 2021 : Svante Pääbo (prix Nobel de médecine 2022), David Reich, Liran Carmel